# Бакабизово
Бакаби́зово (тат. Бәкәбез) — деревня в Муслюмовском районе Республики Татарстан, в составе Октябрьского сельского поселения.

## География
Деревня находится на реке Калмия, в 33 км к востоку от районного центра — села Муслюмово. Через село проходит автомобильная дорога регионального значения 16К-0143 «Актаныш — Муслюмово».

## История
Деревня известна с 1782 года. В XVIII—XIX веках жители входили в сословия тептярей и башкир-вотчинников. Их основные занятия в этот период — земледелие и скотоводство.
По сведениям 1870 года, в деревне функционировали мечеть, мектеб, водяная мельница. В конце XIX века земельный надел сельской общины составлял 1738,6 десятины.
До 1920 года деревня входила в Амикеевскую волость Мензелинского уезда Уфимской губернии. С 1920 года в составе Мензелинского кантона ТАССР. С 10 августа 1930 года – в Муслюмовском, с 1 февраля 1963 года – в Сармановском, с 12 января 1965 года в Муслюмовском районах.  
В 1929 году в деревне был организован колхоз «Марс» (совместно с деревнями Андрюш и Суекеево, первый председатель – Р. Исмагилов). В 1991 году деревня выделилась в составе колхоза «Салкын Чишма». В 1995—2006 годах — коллективное предприятие «Игенче». С 1999 года ОАО «Вамин Татарстан». С 2016 года в составе ООО «Агрофирма «Ик», с 2018 года — ООО «Август-Муслюм».

## Население
| 1859 | 1870 | 1884 | 1897 | 1920 | 1926 | 1938 | 1949 | 1958 | 1970 | 1979 | 1989 | 2002 | 2010 | 2017 |
| ---- | ---- | ---- | ---- | ---- | ---- | ---- | ---- | ---- | ---- | ---- | ---- | ---- | ---- | ---- |
| 547  | 547  | 710  | 769  | 869  | 383  | 378  | 231  | 223  | 205  | 145  | 79   | 53   | 34   | 31   |

Национальный состав села — татары.

## Экономика
Жители занимаются полеводством, мясо-молочным скотоводством.

## Инфраструктура
В деревне действуют начальная школа, клуб (в 1960 г. построено новое здание). При клубе работают хореографический коллектив «Шатлык», театральный коллектив (оба — с 2002 г.).